# Небо (противоградовая ракета)
«Небо» — это советская (российская) противоградовая ракета калибра 82,5-мм, предназначенная для защиты сельскохозяйственных угодий от градовых облаков. Состав комплекса: противоградовые ракеты и пусковая установка с дистанционными приводами наведения. В серийном производстве с 1985 года.

## Принцип действия
Ракета стартует с наклонной пусковой установки, имеющей 18 направляющих.

## Технические параметры
- реагент — йодистое серебро;
- масса реагента, кг — 1,12;
- максимальная дальность полета, км — 14;
- эффективный радиус доставки реагента, км — 12;
- длина ракеты, м — 2,15;
- стартовый вес ракеты, кг — 16,8;
- время распыления реагента, с — 47 +- 7;
- скорострельность, выстрелов/мин — 12;
- площадь защиты, га — 60000.